# Turar Rysqulow (Dorf)
Turar Rysqulow (kasachisch Тұрар Рысқұлов ауылы, russisch Село имени Турара Рыскулова; bis 1992 Wannowka) ist ein Ort im Süden Kasachstans. Benannt ist er nach den sowjetischen Politiker Turar Rysqulow.

## Geografie
Das Dorf Turar Rysqulow liegt im Süden Kasachstans im Osten des Gebietes Türkistan rund 50 Kilometer Luftlinie von der kirgisischen Grenze entfernt. Es befindet sich etwa 60 Kilometer nordöstlich von Schymkent und etwa 90 Kilometer westlich von Taras in einem Tal. Diese wird im Norden durch den Qaratau begrenzt, im Süden erstreckt sich ein Ausläufer des Talas-Alatau. Einige Kilometer südöstlich liegt das Naturreservat Aksu-Jabagly, das älteste staatliche Naturschutzgebiet in Mittelasien. Turar Rysqulow ist Verwaltungssitz des Audan Tülkibas und des untergeordneten ländlichen Kreises Mailykent.

## Geschichte
Der Ort wurde 1887 von russischen Siedlern gegründet. Diese kamen ursprünglich aus den Regionen um Woronesch und Saporischschja in der heutigen Ukraine. Er wurde ursprünglich Lissizino (Лисицино) genannt. 1904 wurde das Dorf zu Ehren des ehemaligen Kriegs- und Bildungsministers Pjotr Semjonowitsch Wannowski in Wannowka (Ванновка) umbenannt.
Nach der Unabhängigkeit Kasachstans wurde Wannowka am 13. September 1992 zu Ehren des kasachisch-sowjetischen Politikers Turar Rysqulow in Turar Rysqulow umbenannt.

## Bevölkerung
Bei der Volkszählung 1999 hatte Turar Rysqulow 15.182 Einwohner. Die Volkszählung 2009 ergab für den Ort eine Einwohnerzahl von 17.311. Bei der letzten Volkszählung 2021 lebten 24.748 Menschen in Turar Rysqulow. Die Fortschreibung der Bevölkerungszahl ergab zum 1. Januar 2025 eine Einwohnerzahl von 25.671.
| Einwohnerentwicklung               | Einwohnerentwicklung | Einwohnerentwicklung | Einwohnerentwicklung | Einwohnerentwicklung | Einwohnerentwicklung | Einwohnerentwicklung | Einwohnerentwicklung |
| 1939                               | 1959                 | 1970                 | 1979                 | 1989                 | 1999                 | 2009                 | 2021                 |
| ---------------------------------- | -------------------- | -------------------- | -------------------- | -------------------- | -------------------- | -------------------- | -------------------- |
| 5.415                              | 8.846                | 12.534               | 13.330               | 15.101               | 15.182               | 17.311               | 24.748               |
| Anmerkung: Volkszählungsergebnisse |                      |                      |                      |                      |                      |                      |                      |

## Verkehr
Südlich von Turar Rysqulow verläuft die Schnellstraße A2, eine wichtige Ost-West-Verbindung im Süden von Kasachstan. Sie führt in westlicher Richtung zuerst nach Schymkent, bevor sie die usbekische Grenze erreicht und schließlich weiter nach Taschkent verläuft. In östlicher Richtung führt sie über Taras und Almaty weiter zur chinesischen Grenze. Neun Kilometer vom Dorf entfernt befindet sich der Bahnhof von Tülkibas, der an die Strecke der Turkestan-Sibirischen Eisenbahn angeschlossen ist.

## Söhne und Töchter des Ortes
- Muchtar Äbljasow (* 1963),  kasachischer Politiker, Unternehmer und Manager